# Отрада (Ульяновская область)
Отра́да — деревня в составе городского округа Ульяновск, в Засвияжском районе Ульяновска.

## История
После усмирения бунта Степана Разина в 1673 году, казаки из Арской слободы просили дать им землю по другую сторону Симбирской черты (на крымской стороне) в верховье Студеного Ключа, так как они «без пахотной земли и сенных покосов оскудали». Их ходатайство было рассмотрено и им дали 345 десятин.
Несколько семейств конных казаков переселились из Арской слободы на новую землю, где и образовали новое селение, получившее название Студеный Ключ.
В начале XVIII века местные казаки ушли на Азов и земля перешла в казну. Затем эту землю выкупил симбирянин Твердышев.
Во время генерального межевания (1785) племянница Твердышева, Аграфена Ивановна Дурасова, перевела часть своих крестьян из Малого Арского (ныне с. Кротовка) и назвала деревню Отрада. Ей принадлежало 502 десятин 187 саженей земли, большую часть из которых вместе с крестьянами она продала Василию Афанасьевичу Киндякову.
В 1847 году деревня Отрада была поделена таким образом: 92 десятин 500 саженей принадлежали Глафире Сергеевне Ниротморцевой (и были причислены к с. Арскому: в 1,5 верстах Ниротморцева построила хутор), а майору Льву Васильевичу и его жене Анне Владиславовне Киндяковым принадлежала сама деревня в 14 дворов (56 мужчин 52 женщин) и 490 десятин 2087 саженей земли.
В 1855 году деревню унаследовал их сын, полковник Александр Львович Киндякова. В 1884 году имение перешло к его дочери Софье Александровне Перси-Френч, а в свою очередь она подарила землю своей дочери Екатерине Максимилиановне Перси-Френч. В 1900 году местные крестьяне выкупили у неё землю.
В 1859 году деревня Отрада во 2-м стане, по левую сторону на Московском почтовом тракте из г. Симбирска, в Симбирском уезде Симбирской губернии.
После отмены крепостного права (1861) бывшим крестьянам Киндякова (их было 50 человек) выделили полный надел — 200 десятин удобной земли (10 десятин усадебной, 186 десятин 2081 саженей пашни и 3 десятин 319 саженей для выгона).
Так как в деревне не было своей церкви, то прихожане ходили в Богоявленскую церковь села Арская слобода. В деревне Отраде (при Вырыпаевском овраге, в 5 вер.; н. р.) на 1900 год, в 35 дворах жило: 117 м. и 118 ж.;
В Отраде была построена птицефабрика. Из достопримечательностей там есть братская могила красноармейцев.
В 2002 году деревня Отрада вошла в состав Засвияжского района города Ульяновска. И город стал принимать активное участие в процветании жизни в селе.

## Население
| 2010 |
| ---- |
| 777  |

- В деревне родилась Томуль, Антонина Ивановна.

## Достопримечательности
- Братская могила красноармейцев.
- Родник «Отрада»[5].

## Транспорт
Проходящее маршрутное такси 129.